# Кобільник Микола Мар'янович
Микола Мар'янович Кобільник — капітан Збройних сил України, учасник російсько-української війни, що відзначився у ході російського вторгнення в Україну.

## Життєпис
Мешканець м. Дрогобич Львівської області. Захоплювався спортом та мисливством. Був депутатом районної ради у Дрогобичі.
У 2014 році брав участь в АТО на сході України у складі у 80-ї окремої десантно-штурмової бригади. Пізніше перевівся до 3-го окремого полку спеціального призначення Сил спеціальних операцій ЗС України. Після участі у війні на сході України повернувся до мирного життя.
З початком російського вторгнення в Україну став на захист країни у складі ССО ЗС України. Служить снайпером. Брав участь у боях на Київщині, за Мар'їнку, Лисичанськ, Сєвєродонецьк.
У червні 2022 під час виконання бойового завдання поблизу Лисичанська підірвався на протипіхотній міні. Внаслідок поранення йому було ампутовано частину лівої ноги. Невдовзі проходив лікування та реабілітацію в США, де йому було зроблено протезування та виготовлено три протези — зі ступнею, біговий та декорований у вигляді ведмежої лапи.
Вже за пів року після поранення повернувся у стрій. Брав участь в обороні Бухмута.
У 2023 році брав участь у національному відборі Ігор нескорених.
Одружений, має чотирьох дітей.

## Нагороди
- Орден Богдана Хмельницького II ступеня (21 липня 2022) — за особисту мужність і самовіддані дії, виявлені у захисті державного суверенітету та територіальної цілісності України, вірність військовій присязі[3];
- орден Богдана Хмельницького III ступеня (2 червня 2022) — за особисту мужність і самовіддані дії, виявлені у захисті державного суверенітету та територіальної цілісності України, вірність військовій присязі[4];
- орден «За мужність» III ступеня (18 травня 2016) — за особисту мужність і високий професіоналізм, виявлені у захисті державного суверенітету та територіальної цілісності України, вірність військовій присязі[5].